# Abies concolor
Abies concolor é um abeto nativo das montanhas do oeste da América do Norte. O seu habitat esta localizado em altitudes de 900 a 3 400 metros. É uma árvore conífera que cresce 25-60 metros de altura e alcança um diâmetro de até 2 metros.

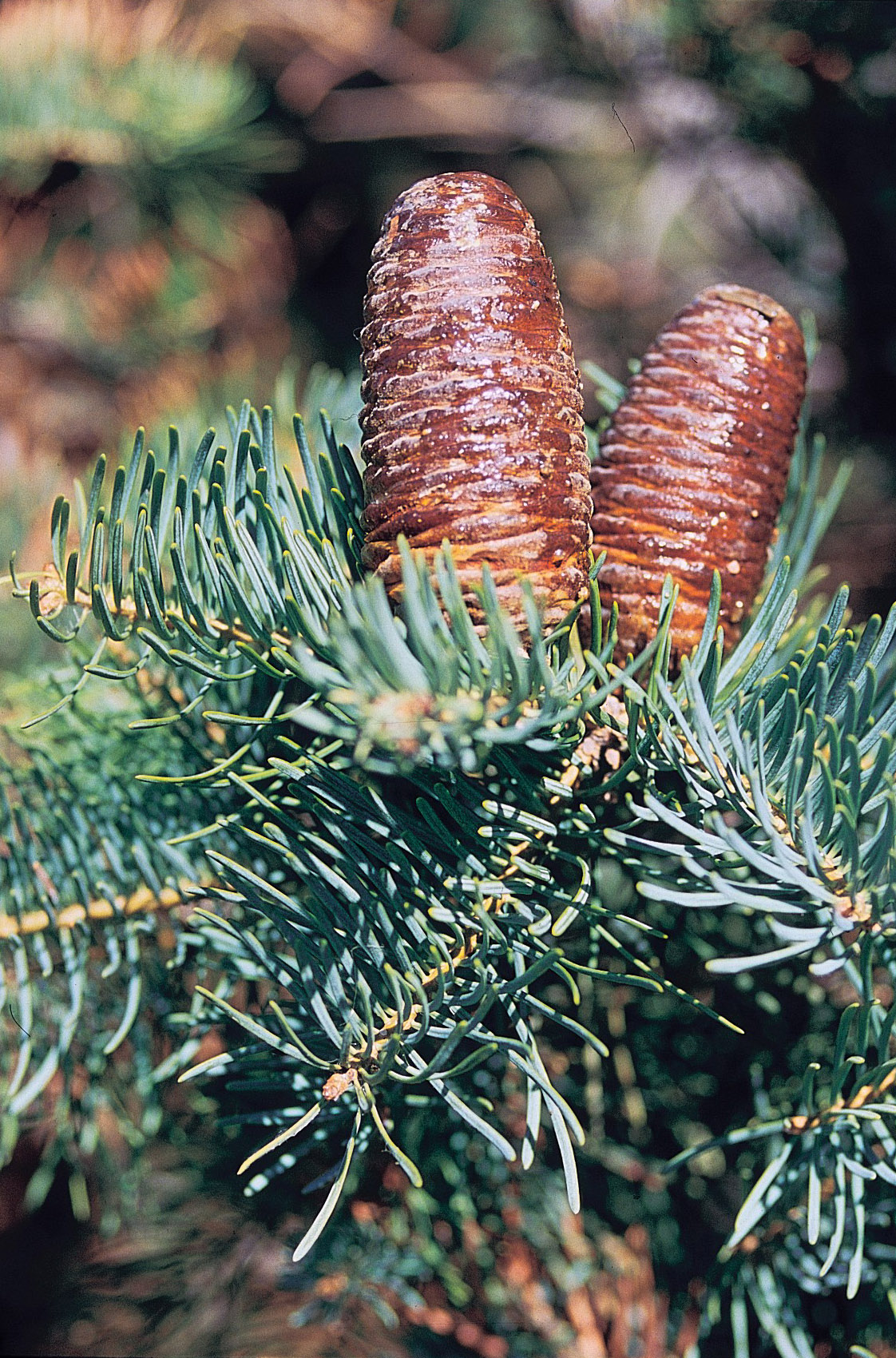
Semente de Abies concolor.